# Pierre Hongre

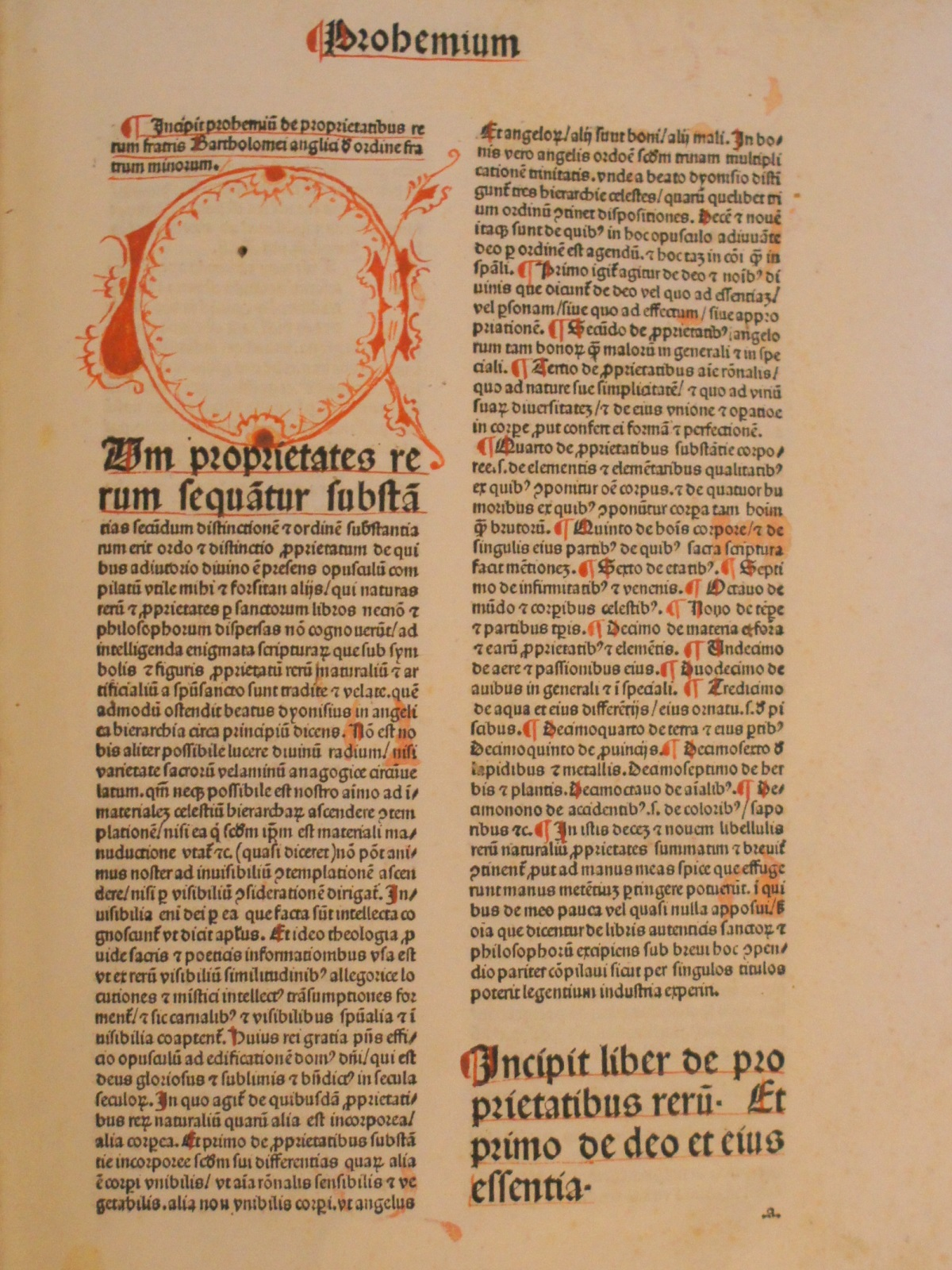
De proprietatibus rerum, Lyon 1482, erste Seite (Eisenbibliothek, Schlatt)

Pierre Hongre (auch Petrus Hungarus, Peter der Ungar; * in (?) Bártfa in Ungarn; † nicht vor 1510, vermutlich in Lyon) war ein früher Buchdrucker und Buchhändler in Lyon und Toulouse. Als Petrus de Bartua arbeitete er zeitweise in Venedig.

## Leben
Hongre bzw. Hungarus stammte vermutlich aus Bártfa in der heutigen Ostslowakei. Von 1477 bis 1479 war er in Venedig unter den Namen Pietro bzw. Petrus de Bartua Geschäftspartner von Francisus Renner, dem er die Lettern goss. 
Als Buchdrucker ist Hongre ab 1482 in Lyon nachzuweisen. Mit Matthias Huß druckte er im folgenden Jahr die französische Fassung La Légende dorée der Legenda aurea. Nach Konrad Haebler war Hongre der Geldgeber bei dieser Partnerschaft. Die Lettern des reich illustrierten Werks waren anschließend bei Sixtus Glockengiesser und weiteren Lyoner Druckern in Gebrauch. Auch Guillaume Le Roy benutzt Typenalphabete von Hongre.
Spätestens 1491 hielt sich Hongre in Toulouse auf, wo er Lettern für Henry Mayer anfertigte. In einer notariellen Urkunde des folgenden Jahres wurde er als Buchhändler (Mercator Librorum) aufgeführt. Hongre kehrte im gleichen Jahr nach Lyon und 1493 nach Ungarn zurück. Im Jahr 1492 galt er mit einem Vermögen von 120 Livres tournois als wohlhabend.
Zwei oder drei Jahre später gründete Hongre eine neue Offizin in Lyon. Er spezialisierte sich auf kleinformatige Drucke und benützte die kleinsten Typen (5 Punkt) der Stadt. Obwohl sein Lyoner Missale 1500 zu den erfolgreichsten Druckwerken gehörte, konnte er zeitweise seine Steuern nicht bezahlen und wurde nur wegen seiner Verdienste um das Druckerhandwerk der Stadt freigelassen. Bis 1510 ist eine Partnerschaft mit dem Schriftgießer Antoine Doulcet (auch Doulzet) nachgewiesen.
In einem Kolophon des Jahres 1497 bezeichnet sich Hongre als „Magister“ und „totius artis impressorie peritissimus“ (Meister der Druckkunst). Er führte keine eigene Druckermarke, beendete jedoch seine Arbeiten jeweils mit fünf Zeilen, die mit „laus deo“ (Lob sei Gott) endeten.

## Gedruckte Werke

### Von Petrus de Bartua und Franz Renner gedruckte Werke (Auswahl)
- Nicolaus de Ausmo: Supplementum summae Pisanellae. Alexander de Nevo: Consilia contra Iudaeos fenerantes. Astesanus de Ast: Canones poenitentiales. Venedig 1477.[2]
- Thomas de Aquino: Summa theologica. Pars secunda, primus liber, Venedig 1478; Pars secunda, secundus liber, Venedig 1479.[3][4]

### Von Pierre Hongre gedruckte Werke (Auswahl)
- Bartholomaeus Anglicus: De proprietatibus rerum. Lyon 1482.[5][6]
- Johannes Reuchlin: Vocabularius breviloquus (Mit Beigaben des Guarinus Veronensis). Lyon 1482.[7]
- Jacobus de Voragine: Legenda aurea (lateinisch). Lyon 1483.[8]
- Jacobus de Voragine: La Légende dorée (französisch). Lyon 1483 – mit Matthias Huß.[9]
- Missale Lugdunense. Lyon 1500.[10]